# ASフーズ
株式会社ASフーズ（AS FOODS Inc.）は、山梨県中央市に本社を置く、日本の食品メーカー。

## 概要
主に自社ブランドや他社へのOEM供給にて、山梨県産や青森県産の農産物を原料としたゼリー、洋菓子、和菓子、農産珍味の生産を行っている。
2019年1月17日に民事再生法適用を申請したシベール（山形市）の民事再生スポンサーとなり、同年6月3日付で、ASフーズが設立したシベール（新社）がシベール（後のつばさ）の全事業を譲受した。

## 沿革
- 2007年10月1日 - 設立。
- 2019年6月3日 - 子会社のシベール（新社）が、シベール（旧社、後のつばさ）から全事業を譲受。

## 事業所
- 本社・山梨中央工場 - 山梨県中央市一町畑1085-6
- 山梨中央第2工場 - 山梨県中央市一町畑1028-9
- 事務管理センター - 山梨県中央市乙黒326-9
- 山梨甲府工場 - 山梨県甲府市大津町111-11
- 山梨都留工場 - 山梨県都留市大幡3566-1
- 長野松川工場 - 長野県下伊那郡松川町生田824-1
- 長野松川第2工場 - 長野県下伊那郡松川町生田881
- 茨城笠間工場 - 茨城県笠間市福原1305-1
- 青森南部工場 - 青森県三戸郡南部町大字沖田面字桑木田3-1
- さいたま営業所 - 埼玉県さいたま市桜区桜田3-3-1 埼玉中央市場内